# Goupillières (Calvados)
Goupillières era una comuna francesa, situada en el departamento de Calvados, de la región de Normandía. Desde el 1 de enero de 2019 pertenece a la comuna de Montillières-sur-Orne.

## Geografía
Está ubicada a 18 km al suroeste de Caen.

## Historia
El 1 de enero de 2019 pasó a ser una parte de la comuna nueva de Montillières-sur-Orne al fusionarse con la comuna vecina de Trois-Monts.

## Demografía
| 91 | 78 | 89 | 117 | 115 | 150 | 159 | 178 |
| Para los censos de 1962 a 1999 la población legal corresponde a la población sin duplicidades (Fuente: INSEE [Consultar]) |    |    |     |     |     |     |     |